# هایک چوبانیان
هایک چوبانیان (ارمنی: Հայկ Չոբանյան؛ زادهٔ ۵ مارس ۱۹۷۳) تاریخ‌نگار، و سیاستمدار اهل ارمنستان است که از تاریخ ۲ آوریل ۲۰۲۱ تا تاریخ ۴ اوت ۲۰۲۱ در دولت دوم نیکول پاشینیان سمت وزارت صنایع فناوری پیشرفته ارمنستان را برعهده داشت. وی پیشتر از تاریخ ۶ فوریه ۲۰۱۹ تا تاریخ ۱ آوریل ۲۰۲۱ سمت استانداری استان تاووش را برعهده داشت.

## زندگی‌نامه
وی در ۵ مارس ۱۹۷۳ در تاووش به دنیا آمد و از دانشگاه دولتی ایروان فارغ‌التحصیل گشت. وی برنده جوایزی همچون مدال مارشال باغرامیان جایزه شده‌است.